# 이흥선 (마술사)
이흥선(李興善, 1924년 10월 13일~2011년 3월 31일)은 대한민국 최초의 마술사이다. 별칭은 알렉산더 리이다.
비둘기 마술부터 공중부양 마술까지 대부분의 마술을 국내에 처음으로 도입한 ‘마술계의 전설’로 대한민국 제 1호 프로마술사이자 대한민국의 마술 1세대로 평가받는다.
1940년 당시 17세의 나이에 근민체육단을 조직하여 무술, 차력, 기계체조 등으로 예능활동을 시작하였다. 신광서커스, 천마서커스 등 수많은 서커스단을 거친 후 당시 교류하던 대만 마술사 엽청강의 권유로 1949년 26세에 마술계에 입문하였고 1954년부터 본격적으로 마술사 활동을 시작하였다.
1964년 TBC방송 개국기념 마술쇼에 출연한 것을 시작으로 1970년대는 MBC 묘기대행진을 비롯하여 KBS희한한 세상, 비밀의 커튼, 쑈 비디오자키 등에 고정출연하면서 본격적으로 이름을 알리게 되었다.
별칭으로는 ‘알렉산더 리’로 불리는데 ‘눈물젖은 두만강’을 부른 가수 김정구가 붙여준 또다른 이름이기도 하다.
외손자 등 가족 3대를 포함하여 많은 제자들을 배출하였고 2000년에는 개그맨 전유성씨와 함께 한국최초로 대한민국 마술대회를 개최하여 신인마술사의 등용문을 만들고 후진양성에 매진 할뿐만 아니라 1998년 오픈한 마술 상설 공연장 ‘알렉산더 매직바’를 운영하는 등 후진양성을 위해 노력하였다.
2001년부터 2005년까지 대한민국 매직페스티벌 심사위원으로 활동, 2005년 서울랜드 마술대회 심사위원으로 활동하였다. 일본 특별 초청공연에 참가, 2006년 5월에 서울국제 매직페스티벌 초청공연에 참가하였고 80세 되던 해에는 사단법인 한국마술협회 명예회장으로도 활동하였다.
2004년 한국마술협회 공로상을 수상하였다.

## 가족 관계
- 부인 : 오금순(吳金順, 1926년 ~ ?)
  - 딸 : 이영숙외 2녀

## 같이 보기
- 최현우(대한민국 대표 마술사, 이흥선의 제자)